# Burundis collines

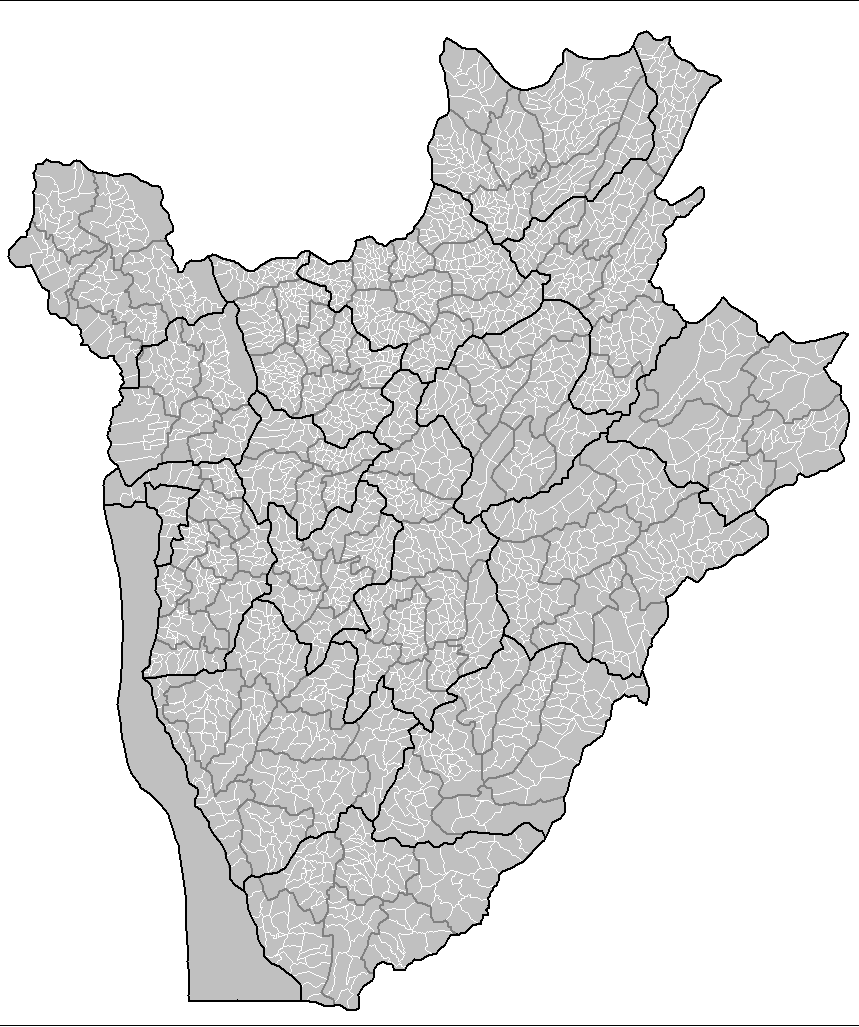
Burundis collines, markerade med vita streck.

Burundis kommuner är indelade i totalt 2 639 collines.[källa behövs] Ordet colline kommer av det franska ordet för kulle. Nationalförsamlingen beslutade 2022 om en ny indelning i 3036 collines eller quartiers (motsvarigheten i städer) som ska införas efter valet 2025.